# Cravatte (lint van een onderscheiding)
De oudste ridderorden werden op de mantel of kleding geborduurd of aan een keten of een lint om de hals gedragen. In de 19e eeuw ging men dit lint, dat met het veranderen van de herenmode onder de strik van de witte das van het rokkostuum of onder de kraag van een uniform verdween, een cravatte noemen.
Op enige uitzonderingen na is het dragen van een cravatte het privilege van een commandeur.
Dames dragen meestal geen cravatte, hun onderscheidingen worden meestal aan een lint dat als een strik is opgemaakt gedragen.
Ook een vaandeldecoratie wordt wel kortweg "cravatte" genoemd.